# Manuel Reiger
Manuel Reiger (geb. am 4. April 1983) ist ein deutscher Rechtsanwalt und Politiker (parteilos, bis 2023 FDP).

## Leben
Reiger ist in Neresheim in Baden-Württemberg aufgewachsen und hat 2003 das Abitur am Ostalbgymnasium Bopfingen abgelegt. Er studierte Rechtswissenschaft an der Universität Augsburg.
Seit 2013 ist er Anwalt mit dem Schwerpunkt Strafrecht und Menschenrechte. Reiger vertrat Geschädigte in einigen der größten Strafverfahren der letzten Jahre.

## Politik
Reiger war seit 2018 Mitglied der Freien Demokratischen Partei. Er war von Juli 2019 bis Juli 2024 Mitglied im Kreistag des Ostalbkreises und Mitglied der Verbandsversammlung der Region Ostwürttemberg.
Erste politische Erfahrung sammelte er 2017, als er in seiner Heimatstadt Neresheim als Bürgermeister kandidierte und in der Stichwahl unterlag.
Für die FDP Baden-Württemberg trat er im Landtagswahlkreis Aalen zur Landtagswahl in Baden-Württemberg 2021 an und erreichte 9,1 Prozent der Stimmen, verfehlte jedoch den Einzug in den Landtag. Er sprach sich im Wahlkampf für eine offene Positionierung der FDP zur Bildung einer Ampel-Koalition aus.
2023 trat Reiger aus der FDP aus, rückte aber noch für ein paar Monate bis zur Kommunalwahl in den Aalener Gemeinderat nach.

## Ausgewählte Rechtsfälle
- 2024 – Fall Emily aus Mönchengladbach.[14] Die 13-jährige Emily verstarb 2019 auf Klassenfahrt der Theo-Hespers-Gesamtschule in Mönchengladbach an den Folgen einer Diabetes-Erkrankung. Zwei Lehrerinnen der Schule wurden durch das Landgericht Mönchengladbach der fahrlässigen Tötung zum Nachteil Emilys schuldig befunden und verurteilt.[15][16] Reiger vertritt den Vater der Verstorbenen gegen das Land Nordrhein-Westfalen und fordert die Zahlung einer Entschädigung.[17][18]
- 2022 – Entschädigungsfonds Apothekerskandal Bottrop.[19][20] Das Gesundheitsministerium des Landes Nordrhein-Westfalen unter Minister Karl-Josef Laumann verwehrte Opfern des Apothekerskandals Entschädigungszahlungen. Reiger vertritt die Geschädigten und fordert eine gerechte Verteilung der Mittel aus dem Fonds.[21][22][23]
- 2022 – Völkerstrafrechtliches Verfahren vor dem Oberlandesgericht Frankfurt wegen Verbrechen gegen die Menschlichkeit:[24] Reiger vertritt dort ein Opfer im Verfahren gegen einen ehemaligen Arzt des Militärkrankenhauses Homs.[25] Es ist das zweite große Strafverfahren in Deutschland nach dem Weltrechtsprinzip, bei dem Kriegsverbrechen durch Angehörige des syrischen Regimes aufgearbeitet werden.[26] Dem Angeklagten wird vorgeworfen in seiner Tätigkeit als Assistenzarzt verletzte Demonstranten und Gefangene gefoltert und in einem Fall auch getötet zu haben.[27][28]
- 2020–2022 Völkerstrafrechtliches Verfahren vor dem Oberlandesgericht Koblenz wegen syrischer Staatsfolter:[29] In dem weltweit ersten Strafverfahren wegen der Verbrechen des Regimes des syrischen Machthabers Baschar al-Assad während der syrischen Revolution[30], vertrat Reiger einen Geschädigten von Folterungen und Verbrechen gegen die Menschlichkeit.[31]
- 2018 – Strafverfahren um Skandal wegen gepanschter Krebs-Medikamente: Vor dem Landgericht Essen vertrat Reiger Geschädigte des Bottroper Apothekers Peter S., der wegen der Unterdosierung von Zytostatika zu einer Haftstrafe von 12 Jahren verurteilt wurde.[32][33]
- 2017–2020 Strafverfahren zur Katastrophe bei der Love-Parade 2010: Reiger vertrat eine Überlebende der Katastrophe auf der Love-Parade 2010, bei der 21 Menschen im Gedränge verstarben und viele Hunderte verletzt wurden.[34] Obwohl im Verfahren gegen Mitarbeiter der Stadtverwaltung Duisburg und der Love-Parade Betreiberfirma Lopavent vor dem Landgericht Duisburg erhebliche Mängel bei der Planung und Durchführung der Veranstaltung festgestellt wurden, stellte das Landgericht Duisburg das Verfahren letztendlich ein.[35][36]
- 2015–2018 NSU-Prozess am Oberlandesgericht München: Im Verfahren gegen Beate Zschäpe und andere vertrat Reiger mit weiteren Nebenklagevertretern ein Opfer des Nationalsozialistischen Untergrunds (NSU).[37][38] Zschäpe wurde rechtskräftig zu lebenslanger Haft verurteilt.[39]
- 2016 – Auschwitz-Verfahren gegen Reinhold Hanning: Im Februar 2016 begann vor dem Landgericht Detmold ein Strafverfahren gegen den ehemaligen SS-Wachmann im Konzentrationslager Auschwitz-Birkenau[40]. Reiger vertrat in dem Strafverfahren einen Holocaust-Überlebenden, der sich der Anklage als Nebenkläger angeschlossen hatte.[41]
- 2018 – Strafverfahren wegen Erpressung mit vergifteter Babynahrung: Reiger verteidigte vor dem Landgericht Ravensburg einen Mann, dem vorgeworfen wurde mit Ethylenglykol versetzte Babynahrungsmittel in Supermärkten ausgelegt zu haben.[42] Nach einer erstinstanzlichen Verurteilung wegen versuchten Mordes zu 12,5 Jahren Freiheitsstrafe, hob der Bundesgerichtshof das Urteil mit einer wegweisenden Entscheidung auf und verwies zur erneuten Verhandlung an das Landgericht zurück.[43]